# Weltcup der Nordischen Kombination 2000/01
| Rang                                           | Name              | Land               | Punkte |
| ---------------------------------------------- | ----------------- | ------------------ | ------ |
| 01.                                            | Felix Gottwald    | Österreich         | 1785   |
| 02.                                            | Ronny Ackermann   | Deutschland        | 1342   |
| 03.                                            | Bjarte Engen Vik  | Norwegen           | 1209   |
| 04.                                            | Kristian Hammer   | Norwegen           | 1195   |
| 05.                                            | Samppa Lajunen    | Finnland           | 1010   |
| 06.                                            | Ladislav Rygl     | Tschechien         | 0900   |
| 07.                                            | Marko Baacke      | Deutschland        | 0851   |
| 08.                                            | Todd Lodwick      | Vereinigte Staaten | 0848   |
| 09.                                            | Christoph Eugen   | Österreich         | 0752   |
| 10.                                            | Sebastian Haseney | Deutschland        | 0733   |
| \| << Saison 1999/2000 \| Saison 2001/02 >> \| |                   |                    |        |
| << Saison 1999/2000                            | Saison 2001/02 >> |                    |        |

Die Weltcupsaison 2000/01 der Nordischen Kombination begann am 2. Dezember 2000 im finnischen Kuopio und endete am 10. März 2001 am Holmenkollen bei Oslo. Während der Saison wurden vom 15. bis 25. Februar 2001 die Nordischen Skiweltmeisterschaften in Lahti ausgetragen. Zusätzlich zum Gesamtweltcup wird seit dieser Saison eine Wertung im Sprintweltcup geführt, die sich aus den Ergebnissen sämtlicher Sprints errechnet. Zudem wurde erstmals ein Massenstartrennen im Rahmen des Weltcups ausgerichtet.
Den Gesamt- und Sprintweltcup konnte der Österreicher Felix Gottwald mit sechs Weltcupsiegen für sich entscheiden. Dabei war der Erfolg in Kuopio der erste Weltcupsieg seiner Karriere. Dahinter verwies er den Deutschen Ronny Ackermann und den Norweger Bjarte Engen Vik auf die Plätze. Bjarte Engen Vik erklärte nach der Saison seinen Rücktritt.
Seinen ersten Weltcupsieg konnte Sebastian Haseney in Steamboat Springs vor Marko Baacke feiern. Für Baacke blieb dies jedoch die beste Weltcupplatzierung seiner Laufbahn. Den einzigen Teamwettbewerb der Weltcupsaison gewann Finnland vor Österreich und Norwegen.

## Ergebnisse und Wertungen

### Weltcup-Übersicht
| Datum                                                              | Austragungsort    | Disziplin               | Sieger                                                | Zweiter                                                | Dritter                                                    |
| ------------------------------------------------------------------ | ----------------- | ----------------------- | ----------------------------------------------------- | ------------------------------------------------------ | ---------------------------------------------------------- |
| 02.12.2000                                                         | Kuopio            | Sprint                  | Felix Gottwald                                        | Ronny Ackermann                                        | Marko Baacke                                               |
| 03.12.2000                                                         | Kuopio            | Massenstart             | Felix Gottwald                                        | Bjarte Engen Vik                                       | Ronny Ackermann                                            |
| 09.12.2000                                                         | Ramsau            | Massenstart             | Wettkampf abgesagt                                    | Wettkampf abgesagt                                     | Wettkampf abgesagt                                         |
| 10.12.2000                                                         | Ramsau            | Sprint                  | Wettkampf abgesagt                                    | Wettkampf abgesagt                                     | Wettkampf abgesagt                                         |
| 16.12.2000                                                         | Val di Fiemme     | Einzelrennen            | Wettkampf abgesagt                                    | Wettkampf abgesagt                                     | Wettkampf abgesagt                                         |
| 29.12.2000                                                         | Lillehammer       | Sprint                  | Kristian Hammer                                       | Bjarte Engen Vik                                       | Samppa Lajunen                                             |
| 30.12.2000                                                         | Lillehammer       | Einzelrennen            | Bjarte Engen Vik                                      | Samppa Lajunen                                         | Ladislav Rygl                                              |
| 03.01.2001                                                         | Reit im Winkl     | Massenstart             | Bjarte Engen Vik                                      | Felix Gottwald                                         | Hannu Manninen                                             |
| 05.01.2001                                                         | Reit im Winkl     | Sprint*                 | Ronny Ackermann                                       | Felix Gottwald                                         | Bjarte Engen Vik                                           |
| 07.01.2001                                                         | Reit im Winkl     | Einzelrennen*           | Kristian Hammer                                       | Bjarte Engen Vik                                       | Ronny Ackermann                                            |
| 19.01.2001                                                         | Park City         | Sprint                  | Felix Gottwald                                        | Ronny Ackermann                                        | Kristian Hammer                                            |
| 21.01.2001                                                         | Park City         | Massenstart Team 3×5 km | Finnland IHannu Manninen Samppa Lajunen Jaakko Tallus | ÖsterreichChristoph Eugen Felix Gottwald David Kreiner | Norwegen IKenneth Braaten Kristian Hammer Bjarte Engen Vik |
| 25.01.2001                                                         | Steamboat Springs | Einzelrennen            | Todd Lodwick                                          | Felix Gottwald                                         | Ladislav Rygl                                              |
| 27.01.2001                                                         | Steamboat Springs | Sprint                  | Sebastian Haseney                                     | Marko Baacke                                           | Felix Gottwald                                             |
| 10.02.2001                                                         | Liberec           | Einzelrennen            | Ronny Ackermann                                       | David Kreiner                                          | Sebastian Haseney                                          |
| 15. bis 25. Februar 2001 Nordische Skiweltmeisterschaften in Lahti |                   |                         |                                                       |                                                        |                                                            |
| 01.03.2001                                                         | Nayoro            | Massenstart             | Felix Gottwald                                        | Samppa Lajunen                                         | Bjarte Engen Vik                                           |
| 03.03.2001                                                         | Sapporo           | Einzelrennen            | Kristian Hammer                                       | Samppa Lajunen                                         | Felix Gottwald                                             |
| 09.03.2001                                                         | Oslo              | Einzelrennen            | Felix Gottwald                                        | Bjarte Engen Vik                                       | Marko Baacke                                               |
| 10.03.2001                                                         | Oslo              | Sprint                  | Felix Gottwald                                        | Hannu Manninen                                         | Kristian Hammer                                            |

*= Ersatzaustragungsort für Schonach.